# Bułgaria na Letnich Igrzyskach Olimpijskich 1952
Bułgarię na Letnich Igrzyskach Olimpijskich 1952 reprezentowało 63 zawodników.

## Zdobyte medale
| Medal | Zawodnik      | Dyscyplina | Konkurencja          |
| ----- | ------------- | ---------- | -------------------- |
| Brąz  | Boris Nikołow | Boks       | waga średnia (75 kg) |

## Wyniki

### Boks
- Georgi Malezanow
- Ljubomir Markow
- Boris Nikołow
- Petar Spasow

### Gimnastyka
- Nikołaj Atanasow
- Wasił Konstantinow
- Nikołaj Milew
- Stojan Stojanow
- Minczo Todorow
- Todor Todorow
- Ilija Topałow
- Dimityr Jordanow
- Stojanka Angełowa
- Iwanka Dolżewa
- Rajna Grigorowa
- Penka Prisadaszka
- Sałtirka Spasowa-Tyrpowa
- Swetanka Stanczewa
- Wasiłka Stanczewa
- Jordanka Jowkowa

### Lekkoatletyka
- Nikoła Dagorow
- Angeł Gawriłow
- Angeł Kolew
- Swetana Berkowska

### Jeździectwo
- Raszko Fratew
- Krystjo Goczew
- Stojan Rogaczew

### Kolarstwo
- Dimityr Bobczew
- Petyr Georgiew
- Bojan Kocew
- Miłko Rusew
- Ilija Wełczew

### Koszykówka
- Christo Donczew
- Ilija Georgijew
- Konstantin Georgijew
- Genko Christow
- Anton Kuzow
- Wasił Manczenko
- Nejko Nejczew
- Iwan Nikołow
- Georgi Panow
- Weselin Penkow
- Władimir Sawow
- Kirił Semow
- Petyr Sziszkow
- Konstantin Totew

### Piłka nożna
- Boris Apostołow
- Petar Argirow
- Stefan Bożkow
- Georgi Eftimow
- Iwan Kolew
- Manoł Manołow
- Dimityr Miłanow
- Panajot Panajotow
- Trajczo Petkow
- Apostoł Sokołow
- Krum Janew

### Strzelectwo
- Iwan Iwanow
- Georgi Keranow
- Nikołaj Christozow
- Stojan Popow
- Christo Szopow
- Todor Stanczew